# Christian Dailly
Pour les articles homonymes, voir Dailly (homonymie).
Christian Edward Dailly, né le 23 octobre 1973 à Dundee en Écosse, est un footballeur international écossais. Il fait partie du Tableau d'honneur de l'équipe d'Écosse de football, où figurent les internationaux ayant reçu plus de 50 sélections pour l'Écosse, étant inclus en novembre 2003.

## Biographie
Défenseur polyvalent, capable d'évoluer également en milieu de terrain défensif, Dailly porte les couleurs du Charlton Athletic FC et fut international écossais.
Il compte 67 sélections et 6 buts en équipe nationale. Il participe à la Coupe du monde 1998 avec l'Écosse.

## Palmarès
- Champion d'Écosse en 2009 avec les Glasgow Rangers
- Vainqueur de la Coupe d'Écosse en 1994 avec Dundee et en 2008 avec les Glasgow Rangers
- Vainqueur de la Coupe de la Ligue écossaise en 2008 avec les Glasgow Rangers

## Sélections
- 34 sélections et 0 but en équipe d'Écosse espoirs entre 1990 et 1994
- 67 sélections et 6 buts en équipe d'Écosse entre 1997 et 2008